# Kang Sang-woo
Kang Sang-woo (koreanisch 정상빈; * 7. Oktober 1993 in Seoul) ist ein südkoreanischer Fußballspieler.

## Karriere

### Verein
Nach mehreren Schulmannschaften und dem Team der Kyung-Hee-Universität wechselte er zur Spielzeit 2014 zu den Pohang Steelers. Diese verliehen ihn Anfang 2019 bis Ende August 2020 an Sangju Sangmu, wo er seinen Militärdienst ableistete. 2021 erreichte er mit den Pohang Steelers das Finale der AFC Champions League, das mit 0:2 gegen den saudi-arabischen Verein al-Hilal verloren ging. Kang selbst kam in der Champions League auf zehn Einsätze und erzielte dabei zwei Tore.
Seit April 2022 steht er beim chinesischen Erstligisten Beijing Guoan unter Vertrag.

### Nationalmannschaft
Mit der U-20-Auswahl Südkoreas nahm Kang an der Weltmeisterschaft 2013 in der Türkei teil. Auf dem Weg bis in das Viertelfinale kam er in allen fünf Spielen zum Einsatz. Drei Jahre später gehörte er auch zum Kader der U-23-Mannschaft bei der Asienmeisterschaft 2016. Die Mannschaft wurde Zweiter, Kang stand dabei aber nur im letzten Gruppenspiel gegen den Irak auf dem Platz.
Sein erster Einsatz im Trikot der A-Nationalmannschaft Südkoreas war am 9. Juni 2021 bei einem 5:0-Sieg über Sri Lanka während der Qualifikation für die Weltmeisterschaft 2022. Hier wurde er in der 72. Minute für Lee Ki-je eingewechselt.